# Тусаян

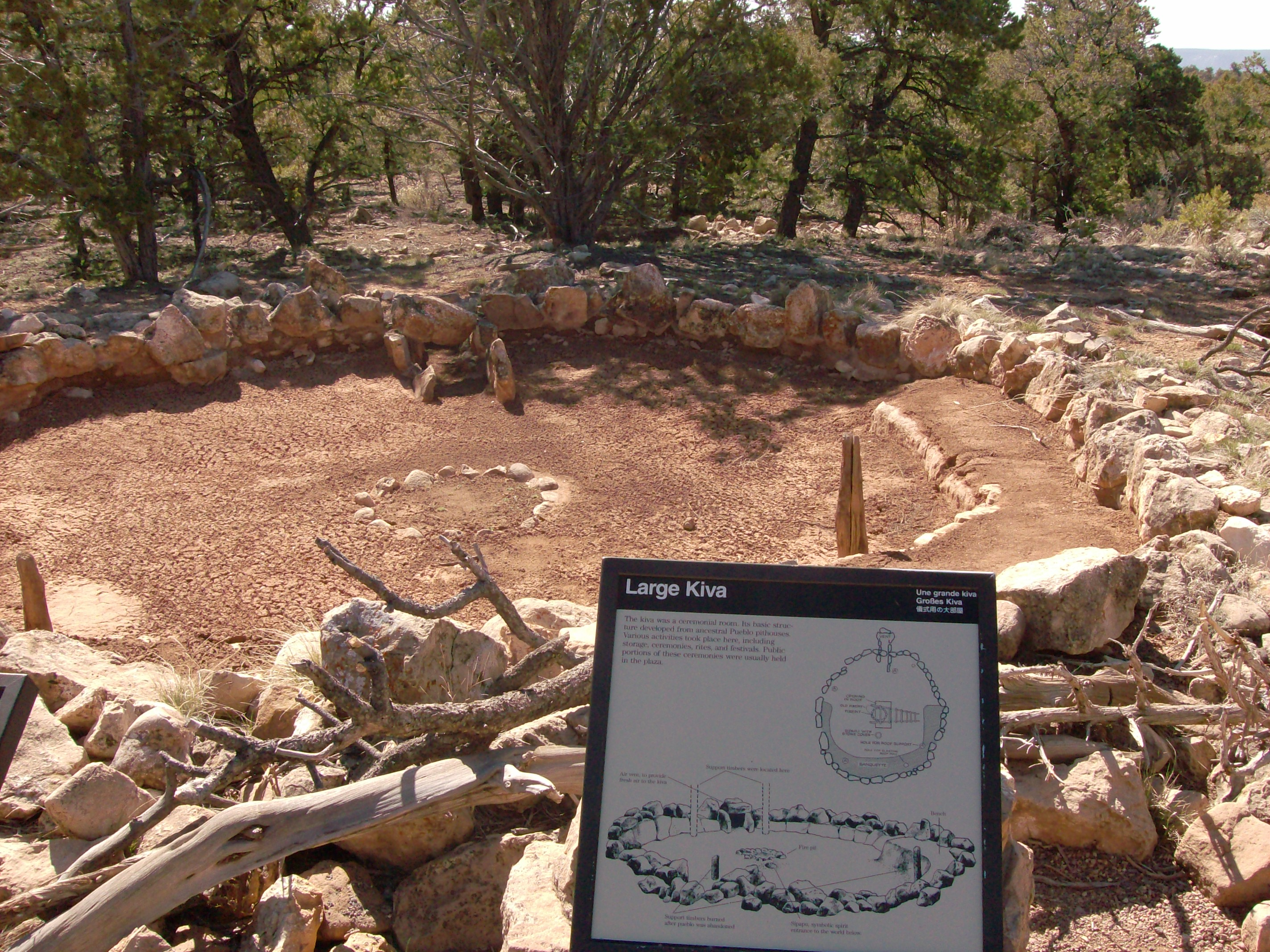
Кива в Тусаяне

Руины Тусаян (или Тусаян-Пуэбло) — археологический памятник древних пуэбло возрастом около 800 лет. Находится на территории Национального парка Гранд-Каньон, считается одним из крупнейших археологических памятников штата Аризона. Находится на участке «Desert View Drive» Аризонского шоссе № 64, в 5 км к западу от Башни Дезерт-Вью. Памятник включен в Национальный реестр исторических мест в 1974 году. Здесь расположен музей и тропы, по которым экскурсоводы проводят экскурсии (возможно посещение без экскурсовода).